# Bad Religion (EP)
Bad Religion är Bad Religions första EP, släpptes 1981 av bandets eget nystartade skivbolag Epitaph.
EP:ns första utgåva bestod av 500 exemplar, vilka dock var feltryckta, då varje trumslag fick skivan att hoppa. Andra utgåvan på 1 500 exemplar löste det felet, men fick istället fel text på omslaget. Istället för texten "We're not Bad Religion, you are", blev det "We're not Bad Religion, Ellipsis U R"

## Låtar på albumet
1. Bad Religion (1:52) - Gurewitz
2. Politics (1:23) - Graffin
3. Sensory Overload (1:37) - Gurewitz
4. Slaves (1:22) - Graffin
5. Drastic Actions (2:42) - Gurewitz
6. World War III (0:57) - Graffin